# ティム・クリステンセン
ティム・クリステンセン（Tim Christensen、1974年7月4日 - ）は、デンマークのミュージシャン、シンガーソングライター。
ロックバンド｢ディジー・ミズ・リジー｣のメンバー。

## 来歴
1974年、デンマークのコペンハーゲンに生まれる。ロックが好きな父親の影響で、幼い頃からロックに親しんでいた。1988年、小学校時代からの友人であるマーティン・ニールセン、ひと学年先輩に当たるソレン・フリスとともに、ロックバンド「ディジー・ミズ・リジー」を結成。ティムはボーカル、ギター、また作詞作曲を担当。バンドは1994年にレコードデビューして以降、デンマークにおいて絶大な人気を誇った。1998年に解散後、充電期間を経て2000年よりソロミュージシャンとして活動している。ソロ・アルバムでは、ギター以外にも様々な楽器を演奏し、一部の楽曲はティムが全パートを担当している。
2002年、ティムの楽曲「ライト・ネクスト・トゥ・ザ・ライト・ワン」が、デンマークのテレビドラマ『Nikolaj og Julie』の主題歌に起用される。同曲は、2003年のアルバム『ハニーバースト』に収録され、2007年にはセリーヌ・ディオンのアルバム『Taking Chances』でカヴァーされた。

## ディスコグラフィー

### アルバム
- Secrets On Parade (2000)
- Honeyburst (2003)
- Live At Abbey Road Studios (2004・ライブアルバム)
- Superior (2008)
- Big-5: Tim Christensen (2010・ライブEP)
- The EP Series Volume 1: Acoustic Covers (2012・ライブEP)

Damn Crystals名義
- Tim Christensen And The Damn Crystals (2012)
- Pure McCartney (2013)

Mads Langer名義
- Side Effects (2014・EP)